# 2 Different Tears
2 Different Tears es un sencillo perteneciente al álbum homóimo del un grupo femenino surcoreano Wonder Girls. La canción fue escrita y producida por J.Y.Park. Fue lanzado simultáneamente en inglés, coreano y chino. Las Wonder Girls usan un estilo de los años 80 para promocionar su canción. El disco contiene las veriones oficiales en inglés de otras de sus canciones como "Tell me", "So hot" y "Nobody", así como el remix oficial de "Nobody" y las versiones karaoke e instrumental de "2DT". Fue lanzado en iTunes el 15 de mayo del 2010. Después del lanzamiento del sencillo en Corea, las Wonder Girls regresaron para continuar con su Wonder Girls World Tour en Norteamérica.

## Lista de canciones
- Las canciones son en inglés a excepción de las especificadas

| N.º | Título                             | Duración |  |
| 1.  | «2 Different Tears»                | 3:22     |  |
| 2.  | «So Hot»                           | 3:00     |  |
| 3.  | «Tell Me»                          | 3:37     |  |
| 4.  | «Nobody»                           | 3:34     |  |
| 5.  | «2 Different Tears Remix»          | 3:38     |  |
| 6.  | «Nobody Rainstone Remix»           | 4:21     |  |
| 7.  | «Nobody Jason Nevins Remix»        | 4:32     |  |
| 8.  | «2 Different Tears (Korean)»       | 3:22     |  |
| 9.  | «2 Different Tears (Chinese)»      | 3:22     |  |
| 10. | «2 Different Tears (Karaoke)»      | 3:22     |  |
| 11. | «2 Different Tears (Instrumental)» | 3:22     |  |